# Senticolis triaspis
La culebra oliva,  también conocida como culebra ratonera, culebra ratonera oliva, culebra verde, sabanera o ratonera (Senticolis triaspis) es una especie de serpiente que pertenece a la familia Colubridae, al género monotípico Senticolis. La especie es nativa del sur de Estados Unidos, México, Belice, Guatemala, El Salvador, Honduras, Nicaragua, y Costa Rica. En México se le encuentra en zonas de sus principales cordilleras, así como en la mayor parte de los estados del sursureste del país. Su rango altitudinal oscila entre 0 y 2,200 m s. n. m.. Es una especie adaptable que habita en bosque de tierras bajas, bosque montano mesofítico y bosque xerófilo, así como en zonas agrícolas hasta incluso en centros urbanos. Es una especie terrestre y arborícola que suele utilizar grietas en rocas o madrigueras subterráneas como refugio. La UICN2019-1 considera a la especie como de preocupación menor.

## Taxonomía
Se reconocen las siguientes subespecies:
- Senticolis triaspis intermedia (Boettger, 1883)
- Senticolis triaspis mutabilis (Cope, 1885)
- Senticolis triaspis triaspis (Cope, 1866)